# 与田剛
与田 剛（よだ つよし、1965年〈昭和40年〉12月4日 - ）は、福岡県北九州市八幡東区生まれ、千葉県君津市出身の元プロ野球選手（投手、右投右打）・コーチ・監督、解説者・評論家。社会人野球のロキテクノ富山オーナー付アドバイザー。1999年から2000年までの登録名は「与田 剛士」（読み同じ）。
妻は元TBSアナウンサーの木場弘子。
現役時代は中日ドラゴンズで新人年（1990年）に最高球速157 km/hを記録するなど、抑え投手として活躍。その剛速球は「名前通りの剛球」と呼ばれた。

## 経歴

### プロ入り前
福岡県北九州市で生まれたが、3歳の時に千葉県へ転居した。姉が2人いる。
千葉県君津市の市立坂田小学校・市立周西中学校を卒業後、木更津中央高校へ進学した。周西中学校から野球を始めたが、本格的に始めたのは木更津中央高校への入学後である。高校時代から肩幅が広く、衣紋がけと言われていた。高校時代の野球部の同級生にプロレスラーのリッキー・フジがいる。高校時代は県大会のベスト16が最高成績だった。
亜細亜大学時代は1年からベンチ入りするが、阿波野秀幸が1学年上にいたことに加え、右手人さし指と中指の血行障害に悩まされたことから、登板機会はほとんどなかった。4年秋になってようやくリーグ戦に登板し、通算1勝。大学時代に右腕の血行障害を患い大学3年のときに手術を受けたが、これは高校時代から投げすぎたために人差し指と中指の手のひら側のつけ根に筋肉がついて手のひらの血管を圧迫していたのが原因という珍しい症例だった。大学1年生だった1984年6月に父を癌で亡くしており、プロ入りした時点では母も仕事を辞めていたため、自身が一家の大黒柱として生活を支えていた。
実績がないなかで監督らの推薦を受けて社会人野球のNTT東京に入団。入団直後の1988年春先にいきなり肩を痛めたが、2年目の1989年には日本キューバ選手権、インターコンチネンタル大会などで好投、身長182 cm、体重80 kgの恵まれた体格から最高球速148 km/hの速球を投げる投手としてプロ球団から注目された。野茂英雄、潮崎哲也らと全日本代表メンバーに抜擢。1989年の都市対抗野球では佐々岡真司（三菱重工広島補強）と投げ合って先発完投も1-2で惜敗。全日本でバッテリーを組んだ古田敦也は、与田の球は打者の手元で伸びる感じであり、自身がバッテリーを組んだ全日本のエース級投手の中でも素晴らしい投手だったと評している。
1989年度ドラフト会議で、中日ドラゴンズが与田を単独で1位指名して交渉権を獲得した。中日はドラフト会議直前のスカウト会議で、野茂を中心にドラフト1位指名候補を検討しており、星野仙一の監督就任以降では初めて会議当日に1位指名選手を決定する方針でいた。スカウト会議では「野茂1位」の方針が大勢を占めていたが、野茂は6球団から9球団の1位指名が予想されていた一方、野茂を指名して抽選に外れた場合、中日が外れ1位選手を指名できるのは12球団中8番目であったことから、野茂を回避して与田や酒井光次郎、元木大介といった選手を指名することも検討されており、最終的には8球団競合となった野茂（近鉄バファローズが交渉権獲得）の指名を回避し、野茂や潮崎とともに「社会人三羽烏」の1人と目されていた与田を指名した。担当スカウトは高木時夫で、高木はそれぞれ広島東洋カープで新人王を獲得した長冨浩志、川端順の社会人時代より安定感があり、またフォークボールもあることから、1年目から10勝以上できる投手であると評していた。与田本人は母と一緒に生活したいという考えから、ロッテオリオンズ以外の在京球団、特に西武ライオンズを希望していた。また将来母とともに暮らすための家を君津市内に新築しており、そのような事情から与田本人は「意中の球団ではなくとまどっている」、NTT東京の監督を務めていた森二郎は「お断りしていた中日さんの指名で、私もとまどっている」と反応していたが、亡き父は剛がプロ野球選手として活躍することを夢見ていたことに加え、母から自分に気を使わなくても良いと伝えられたことから、中日入りを決断。12月15日に行われた3回目の入団交渉で、いずれも球団史上最高額となる契約金7500万円・年俸720万円（金額は推定）という契約条件で入団に合意した。背番号は自身と同じく快速球投手として活躍し、同年限りで現役を引退した鈴木孝政と同じ29に決まった。

### プロ入り後

#### 中日時代
1990年4月7日の横浜大洋ホエールズとの開幕戦で初登板。同点で迎えた延長の11回表無死一・三塁のピンチでリリーフ登板し、2つの三振を含む無失点に抑えた。その後も星野仙一監督から信頼を受け、前年まで抑えだった郭源治にの不振で急遽抜擢した。6月1日にセ・リーグ新人選手初の2桁セーブを記録し、オールスターゲームにもファン投票で選出され、与田の投球を見るため、車で九州からナゴヤ球場（当時の中日の本拠地）に駆けつけるファンも現れたほどだった。新人では当時最多となる31セーブを挙げ、最優秀救援投手のタイトルを獲得し、新人王に選出された。8月15日の広島戦（広島市民球場）では球速157 km/hを計時して当時の日本人プロ最高球速を記録している。
1991年は過度な登板により、背筋痛に悩まされ、3敗2セーブに終わった。球団及び首脳陣もリリーフでの酷使を懸念し、アマチュア時代に務めていた先発投手としての適性を毎年のように試みていたが、一軍通算9試合に先発し、0勝7敗防御率8.76と結果を残せなかった。
1992年に2勝5敗23セーブと復活を果たしたが球速は10 km/h近く落ちていた。
1993年に開幕当初こそ1勝0敗3セーブ防御率0点と最高のスタートだったが、4月23日の対広島戦で初黒星を喫してからは状況は一変。救援失敗を繰り返し一度もセーブを記録することなく両足首を故障し、極度の不振に陥り、その後も右肘痛のため思うような成績を残せなかった。結果的に、この年の4月21日の対巨人戦で記録したセーブが現役最後のセーブとなった。
1994年、オープン戦にて先発を任され開幕先発ローテーションにも入ったが、3連敗で先発からは外され救援でも結果は残せなかった。
中日時代の一軍登板は1995年4月26日が最後となった。同シーズンオフには武田一浩（日本ハムファイターズ）とのトレードが検討されたが、このトレードは中日が与田の放出に消極的な態度を示したため、不成立に終わっている。

#### ロッテ・日本ハム・阪神時代
1996年シーズン途中の6月10日、内藤尚行・森廣二との2対2の交換トレードで、吉鶴憲治とともに千葉ロッテマリーンズへ移籍。このトレードは、慢性的な先発投手不足・中継ぎ陣の疲弊に悩まされていた中日がロッテに内藤の譲渡を打診したところ、ロッテ球団ゼネラルマネージャー (GM) を務めていた広岡達朗が「（与田を）鍛えてみたい」として、与田を交換相手に指名したことで成立したトレードだった。中日側も「与田は環境を変えたほうが良い」と判断し、両球団とも交換要員に吉鶴・森を加えたことで複数トレードとなった。また妻・木場弘子は中日在籍時の与田と結婚して以降、仕事から遠ざかっていたが、与田のロッテ移籍により、1997年には『わいわいティータイム』（TBSテレビ）の司会者役として4年ぶりにテレビ界に復帰した。
1996年はカンザスシティ・ロイヤルズ傘下のマイナー球団であるAA級のメンフィス・チックスに野球留学した。しかし、同年以降は日本ハム移籍後の1998年まで一軍では登板できなかった。
1997年シーズンオフにロッテを自由契約となり、同年の日本ハムの秋季キャンプで入団テストを受けて合格、入団した。
1998年は、「ラストチャンス」として名護キャンプに臨んだが、右肘痛に襲われる。痛み止めを注射してフリー打撃に登板したが、回復の目処が立たず、4月30日に右肘の軟骨を削り取る手術を受けた。同年は一軍だけでなく、二軍（イースタン・リーグ）でも登板なしに終わったが、シーズンオフのハイサイリーグで球速145 km/hの直球を投げるなどして首脳陣に復活をアピールした。
1999年10月2日、日本ハム球団の同シーズン最終戦となる対ロッテ27回戦（千葉マリンスタジアム）、6回裏に登板し、4年ぶりの一軍登板を果たした。日数としては1620日ぶりであり、最高球速144 km/hを記録、1回を投げて1被安打1失点の成績を残したが、同月8日に日本ハムから戦力外通告を受け、同年12月2日にNPBコミッショナー事務局から自由契約選手として公示された。一方で戦力外通告後には、同じく日本ハムから戦力外通告を受けた橋上秀樹とともに阪神タイガースの秋季練習に参加して同球団の入団テストを受験。10月22日には同じ5人の入団テスト受験選手と対戦し、最速144 km/hの直球を投げるなどし、高田順弘球団社長から「リリーフとして十分戦力になる」と判断されて合格した。
2000年はキャンプ・オープン戦で好投し、当時の監督である野村克也からもストッパー候補として挙げられた。しかしオープン戦終盤、好投した翌朝ベッドから起き上がれないくらいの腰痛に襲われる。この腰痛により戦線離脱。結局、同年は一軍に昇格できず、二軍（ウエスタン・リーグ）でも右膝痛のためわずか2試合の登板に終わり、同年9月23日に戦力外通告を受けた。12月2日にNPBコミッショナー事務局から自由契約選手として公示され、現役を引退した。

### 引退後
2001年からはNHKの野球解説者になり、2015年まで務めた。またNHKや東京中日スポーツの野球評論家としての仕事の傍ら、社会人野球チーム・サウザンリーフ市原や、全日本女子野球チームの投手コーチも務めた。2009 ワールド・ベースボール・クラシック日本代表投手コーチ（ブルペン担当）として、大会2連覇に貢献した。WBCでは、大差のリードがある試合でブルペンで待機していた投手陣にベンチに戻って応援するよう指示した山田久志投手コーチに対し、何があるかわからないからと戻らなくていいと言って、意見が対立した。
2009年4月から2011年3月までNHK「サンデースポーツ」のメーンキャスターを務めた。引退して解説者の仕事を引き受けた後、元アナウンサーの夫人から話し方や表情の作り方を丁寧に教わったという。
2012年10月10日に野球日本代表（2013 ワールド・ベースボール・クラシック日本代表）の投手コーチに就任したことが発表された。11月13日に背番号が「92」となったことが発表された。
2015年10月13日に東北楽天ゴールデンイーグルスの一軍投手コーチとして就任したことが発表された。背番号は「92」。オフに大久保博元の監督辞任に伴い、後継監督候補に立浪和義や山﨑武司、橋上秀樹、佐々木主浩、斎藤隆らとともに名前が挙がったが、これは実現せず、梨田昌孝が監督に就任。フランク・ハーマンは「与田さんこそが本物のコーチだ。1年目から日本で活躍するのは難しいと思っていた中で、チームに溶け込みやすくしてくれたのは与田さんだ。とても深く尊敬している。いいピッチングのときも悪いピッチングのときも同じ態度で接してくれたし、食事に誘ってもらった。日本になじむ手助けをしてもらったんだ。」と述べている。
2018年から二軍（イ・リーグ）投手コーチに配置転換されたが、10月5日に翌年の契約をしないことを通知された。
2018年10月15日に2019年より古巣である中日ドラゴンズへの監督就任が決定。背番号は「92」。コーチ陣はヘッドコーチに伊東勤、打撃コーチに村上隆行、投手コーチは大学の先輩である阿波野秀幸を招聘した。12月18日に塩竈市内で講演し、楽天からも翌年のコーチ契約を打診されていたが、中日からの復帰要請が先にあり、（楽天退団は）「苦渋の決断だった」と明かした。

### 中日監督時代
2019年は春季キャンプで松坂大輔が右肩を故障、藤嶋健人が血行障害、ドラフト1位の根尾昂が肉離れを起こすなど、怪我人が相次いだ。3・4月は首位争いをするなど善戦していたが、ソイロ・アルモンテ、笠原祥太郎、平田良介、福田永将など主力選手が怪我や不調などで相次いで離脱してから一転、借金9になるなど、苦戦が続いた。7月に8連勝し、2位タイまで追い上げたが、その後好調の高橋周平、アルモンテが相次いで負傷離脱したこともあり、大幅に失速。終盤は9月14日に大野雄大が対阪神戦（ナゴヤドーム）でノーヒットノーランを達成するなど、上位球団相手に善戦したが、同24日の対DeNA戦（ナゴヤドーム）に敗れ、7年連続Bクラスと3年連続5位が確定した。
2020年は怪我人が多く出たことも影響し8月6日時点で最大借金9と低迷した。しかし、シーズン後半以降は復調し、6回終了時にリードしていた場合、37連勝を記録するなど、就任時から取り組んだブルペン整備が功を奏して勝ちパターンを確立した。10月23日には貯金8を記録。最終的には60勝55敗5分と貯金5でシーズンを終えた。3位に入り、8年ぶりのAクラスを達成。2013年からの連続Bクラスを7年でストップさせ、監督通算成績も5割に戻した。
2021年は阪神から自由契約となった福留孝介が14年ぶりにチーム復帰を果たし、6月には加藤匠馬の交換トレードとして千葉ロッテから加藤翔平を獲得した。投手力ではリーグトップの防御率を維持する一方、打撃力ではリーグ最下位でクリーンナップの一角を担う高橋周平や阿部寿樹の不振が響いた。また、8月にはトミー・ジョン手術を受けて復帰を目指していた木下雄介が亡くなる悲しい出来事もあった。2年連続のAクラスならびに10年ぶりのリーグ優勝が期待されたが、最終的には55勝71敗17分けで2年ぶりのBクラスとなる5位に陥落。「3年間優勝争いができなかった」として成績不振の責任をとって監督退任の申し入れをし、10月12日に球団から発表された。

### 監督退任後
2021年11月29日、中日の球団EAとして契約したことが発表された。それと並行し、2022年からは再びNHK野球解説者に復帰する。
2022年12月20日、EAの任期満了に伴い退団することを発表した。
2023年からは『東京中日スポーツ』の評論家に復帰する。
2023年3月27日、社会人野球のロキテクノ富山オーナー付アドバイザーに就任することが発表された。

## 選手としての特徴
最速157 km/hのストレートとフォークを持つ速球派投手。 速球を投げる度に歓声が沸いたことで、「もっと速い球を投げて抑えたい」と思い、練習においてスピードを追求していった。与田の直球を受けていた捕手の中村武志は「瞬きできない。気がついたらミットに入っている。でっかい玉がボーンとくる感じ」と評し、与田が当時のNPB記録タイとなる157 km/hを計測した際に打席に立っていた長嶋清幸は「肩幅が広いので、すごく(打席から)近く見える。」と語っている。

## 人物
引退した2000年時点でプロ同期の佐々木主浩・野茂英雄がMLBで活躍していたが、与田は「（自分は）1年目で燃え尽きたかな。当時、アメリカへ行けたなら、オレが真っ先に手を上げていただろうな」と述べている。
肩幅が広く、現役を引退してからも肩幅について話題になる。「肩幅60 cm」と報じられることもあり、与田よりも10センチ以上身長の高いダルビッシュ有が2009年当時に「どうなってるんですか。その肩幅は」と声をかけるほどである。監督時代にドラフト指名の挨拶で、当時初対面だった石川昂弥（2019年1位）と髙橋宏斗（2020年1位）が与田の肩幅に驚く様子が恒例のように報道されていた。2020年3月放送のサンデーLIVE!!で肩幅を実測した際には61cmだった。NHKアナウンサーの廣瀬智美は「私にとっては安心感すらある、この広い肩幅」と形容して紹介したことがある。
前述の4月7日の対大洋戦での初登板時にはホームでのクロスプレーをめぐり、捕手の中村武志に激しいタックルをした清水義之に激怒し乱闘寸前の騒ぎになった。また死球を与えてもなかなか頭を下げることはなく、1994年6月22日の対横浜戦ではグレン・ブラッグスの手首に死球を投じた際にも、やはり与田は謝らなかったために、マウンドまで駆け寄ったブラッグスから殴られ両軍入り乱れての大乱闘となった。この時、走者のロバート・ローズがグラウンドに抑えつけたためまともに殴られている。与田も怒りを露わにしてベンチに戻る際、グローブをベンチシートに思い切り叩きつけた。これで全治2週間のケガを負った。
「努力」や「頑張れ」という言葉が嫌いで代わりに昔から「準備」という言葉を使っている。中日の監督に就任してからも、選手に対して「しっかりと準備ができている選手を使う」と明言し、「（試合に向けての）準備」の大切さを説いている。

### 応援歌歌詞表現問題
中日ドラゴンズ監督就任後の2019年7月には中日ドラゴンズ応援団（私設応援団）のチャンステーマ1（サウスポー、2014年より使用）について、「お前が打たなきゃ誰が打つ」の歌詞の部分に、「選手を“お前”と呼ぶのはいかがなものか」と指摘した。その後球団側が歌詞の一部変更を応援団に求め、結果として応援団が当面の間当楽曲の使用を自粛することを発表した。

## 監督としての特徴
選手との対話を重視し、モチベーターとしての能力に長ける。2018年シーズンを未勝利に終わった大野雄大が2019年のオープン戦中に一軍起用された際、「まだ自信ないです」と不安を口にすると、「絶対大丈夫。オレは信頼して雄大を使う。何の心配もしなくていい」と話し、このことが大野の自信を回復させることとなった。この年の大野は最終的に最優秀防御率とノーヒットノーランを達成し、復活を遂げた。後に大野は「あのままだと野球人生が終わっていた。タイトルなんかなかったと心から思います。僕があるのは監督のおかげ。このユニホームは着られてないです」と感謝の意を述べている。
監督就任後は加藤匠馬、阿部寿樹、遠藤一星、井領雅貴、三ツ俣大樹といった前年に殆ど一軍出場のなかった選手を積極的に起用した。
ドラフト会議の抽選でのくじ運が強く、2018年に4球団が競合した根尾昂、2019年に3球団が競合した石川昂弥の交渉権を引き当てた。
監督就任前の2018年はチーム防御率4.36だったが、2019年は3.72、2020年は3.84、そして2021年は3.22と12球団トップを飾った。
2020年7月7日のヤクルト戦（ナゴヤドーム）では、1点ビハインドの延長10回裏の攻撃で二死満塁のチャンスを迎えた。しかし、9回終了時に野手を使い切ってしまったうえ、打順が8番まで回る可能性があったにも拘わらず、前の回の守備交代で投手の岡田俊哉を8番、捕手の加藤匠馬を9番に入れたことが原因となり、結果として8番岡田の代打に投手の三ツ間卓也を送り、三ツ間は空振り三振でそのまま敗戦。翌日の試合前ミーティングでは選手らを集めて「自分のミス」であることを認め、謝罪する異例の事態が起こった。

## 詳細情報

### 年度別投手成績
| 年 度     | 球 団     | 登 板 | 先 発 | 完 投 | 完 封 | 無 四 球 | 勝 利 | 敗 戦 | セ 丨 ブ | ホ 丨 ル ド | 勝 率 | 打 者 | 投 球 回 | 被 安 打 | 被 本 塁 打 | 与 四 球 | 敬 遠 | 与 死 球 | 奪 三 振 | 暴 投 | ボ 丨 ク | 失 点 | 自 責 点 | 防 御 率 | W H I P |
| --------- | --------- | ----- | ----- | ----- | ----- | -------- | ----- | ----- | -------- | ----------- | ----- | ----- | -------- | -------- | ----------- | -------- | ----- | -------- | -------- | ----- | -------- | ----- | -------- | -------- | ------- |
| 1990      | 中日      | 50    | 2     | 0     | 0     | 0        | 4     | 5     | 31       | --          | .444  | 353   | 88.1     | 64       | 10          | 28       | 2     | 5        | 70       | 2     | 0        | 34    | 32       | 3.26     | 1.04    |
| 1991      | 中日      | 29    | 0     | 0     | 0     | 0        | 0     | 3     | 2        | --          | .000  | 197   | 45.1     | 39       | 4           | 26       | 0     | 2        | 38       | 4     | 0        | 17    | 16       | 3.18     | 1.43    |
| 1992      | 中日      | 41    | 2     | 0     | 0     | 0        | 2     | 5     | 23       | --          | .286  | 315   | 72.1     | 60       | 6           | 38       | 5     | 2        | 69       | 3     | 0        | 28    | 28       | 3.48     | 1.35    |
| 1993      | 中日      | 15    | 1     | 0     | 0     | 0        | 1     | 3     | 3        | --          | .250  | 100   | 19.1     | 23       | 5           | 19       | 0     | 1        | 18       | 1     | 0        | 23    | 21       | 9.78     | 2.17    |
| 1994      | 中日      | 7     | 3     | 0     | 0     | 0        | 0     | 3     | 0        | --          | .000  | 81    | 15.0     | 21       | 2           | 15       | 0     | 1        | 12       | 4     | 0        | 21    | 20       | 12.00    | 2.40    |
| 1995      | 中日      | 5     | 1     | 0     | 0     | 0        | 1     | 0     | 0        | --          | 1.000 | 38    | 6.0      | 10       | 2           | 10       | 0     | 1        | 5        | 0     | 0        | 8     | 8        | 12.00    | 3.33    |
| 1999      | 日本ハム  | 1     | 0     | 0     | 0     | 0        | 0     | 0     | 0        | --          | ----  | 5     | 1.0      | 1        | 0           | 1        | 0     | 0        | 0        | 0     | 0        | 1     | 1        | 9.00     | 2.00    |
| 通算：7年 | 通算：7年 | 148   | 9     | 0     | 0     | 0        | 8     | 19    | 59       | --          | .296  | 1089  | 247.1    | 218      | 29          | 137      | 7     | 12       | 212      | 14    | 0        | 132   | 126      | 4.58     | 1.44    |

- 各年度の太字はリーグ最高

### タイトル
- 最優秀救援投手：1回（1990年）

### 表彰
- 新人王（1990年） ※セーブ王との同時受賞はセ・リーグ史上唯一
- 月間MVP：1回（1990年6月）
- ファイアマン賞：1回（1990年）

### 記録
初記録
- 初登板：1990年4月7日、対横浜大洋ホエールズ1回戦（ナゴヤ球場）、11回表に2番手として救援登板・完了、1回無失点
- 初奪三振：同上、11回表に横谷彰将から
- 初セーブ：1990年4月12日、対ヤクルトスワローズ3回戦（明治神宮野球場）、7回裏一死から4番手として救援登板・完了、2回2/3を1失点
- 初勝利：1990年4月18日、対広島東洋カープ2回戦（ナゴヤ球場）、10回表に5番手として救援登板・完了、2回無失点
- 初先発：1990年9月12日、対横浜大洋ホエールズ23回戦（ナゴヤ球場）、8回5失点（自責点4）で敗戦投手

その他の記録
- オールスターゲーム出場：2回（1990年、1992年）
- 新人で30セーブ（1990年）※史上初

### 背番号
- 29（1990年 - 1996年）
- 30（1997年）
- 34（1998年 - 1999年）
- 38（2000年）
- 92（野球日本代表〈2012年以降〉、2016年 - 2021年）

### 登録名
- 与田 剛（よだ つよし、1990年 - 1998年、2015年 - 2021年）
- 与田 剛士（よだ つよし、1999年 - 2000年）

### 年度別監督成績
| 2019      | 中日      | 5位       | 143 | 68  | 73  | 2  | .482 | 9.0                    | 90                     | .263                   | 3.72                   | 53歳                   |                        |                        |
| 2020      | 中日      | 3位       | 120 | 60  | 55  | 5  | .522 | 8.5                    | 70                     | .252                   | 3.84                   | 54歳                   |                        |                        |
| 2021      | 中日      | 5位       | 143 | 55  | 71  | 17 | .437 | 18.5                   | 69                     | .237                   | 3.22                   | 55歳                   |                        |                        |
| 通算：3年 | 通算：3年 | 通算：3年 | 406 | 183 | 199 | 24 | .479 | Aクラス1回、Bクラス2回 | Aクラス1回、Bクラス2回 | Aクラス1回、Bクラス2回 | Aクラス1回、Bクラス2回 | Aクラス1回、Bクラス2回 | Aクラス1回、Bクラス2回 | Aクラス1回、Bクラス2回 |

※1 2020年は特例で120試合制

## 関連情報

### 著書
- 『消えた剛速球：157キロで駆け抜けた直球人生』（2001年8月：ベストセラーズ） ISBN 978-4584159309
- 『与田剛のメジャーリーグ剛球解説』（2008年3月：NTT出版） ISBN 978-4757150584
- 『一流力：サムライジャパン勝利の理由』（2009年7月：双葉社） ISBN 978-4575301311
- 『中継ぎ力：リストラ社会ニッポンの新しい生き方』（2010年2月：ワニブックス） ISBN 978-4847065095
- 『山本昌：レジェンドの秘密』（2015年12月：自由国民社）ISBN 978-4426119836

### 出演番組
- NHKプロ野球
- NHKメジャーリーグ中継
- NHKサンデースポーツ（2009年4月 - 2011年3月）